# Louis Demouveaux
Louis Demouveaux, né le 30 novembre 1914 à Sétif (Algérie) et disparu en service aérien commandé près de Sambolabo (Cameroun) le 11 septembre 1955, était un aviateur français.

## Biographie
Pendant la Seconde Guerre mondiale, il est engagé volontaire en mars 1943 dans l'aéronavale. Il vole ensuite dans le 344 Squadron de la RAF en Irlande puis dans l'escadrille 2B à Dakar (bombardiers en piqué). Il totalise à la fin du conflit 62 missions de guerre.
À partir de 1951, il est chef pilote chez France-Hydro (40). C'est à bord d'un gros hydravion à 6 moteurs Latécoère 631 qu'il perd la vie lors d'un violent orage au Cameroun,,.

## Distinctions
- Chevalier de la Légion d'honneur le 19 juillet 1955[1]
- Croix de guerre 1939-1945 avec étoile de vermeil[1]
- Croix du combattant[1]
- Médaille de l'Aéronautique le 19 septembre 1949[1]